# Jean Bessonias
Jean Bessonias, sieur de la Bessonie, dit Bessonie, né à Sousceyrac vers 1530 est un capitaine protestant qui combattit les catholiques dans le Quercy lors des guerres de religion.

## Capitaine protestant du Haut-Quercy
Jean Bessonias est né dans le Haut-Quercy à Sousceyrac vers 1530. Il fit carrière dans les armes et au regard de son talent et de son courage fut élevé au rang de capitaine. Protestant, il organisa une troupe pour lutter contre les catholiques et fortifia quelques bourgs.
En 1562, il s'empara des villes de Saint-Céré, Gramat, Gourdon, Martel et Souillac. Il occupa Sarlat où il reçut en otage l'évêque de Cahors qui avait été pris au château de Mercuès.

## Destruction et pillage du sanctuaire de Rocamadour
En 1562, Bessonie et le sire de Duras, détruisent les édifices religieux et leurs reliques de Rocamadour. Les chanoines décrivent, dans une supplique au pape Pie IV de 1563, les dégâts causés : « Ils ont, ô douleur! tout saccagé; ils ont brûlé et pillé ses statues et ses tableaux, ses cloches, ses ornements et joyaux, tout ce qui était nécessaire au culte divin... ». Les reliques sont profanées et détruites, y compris le corps de saint Amadour. Selon les témoins, Bessonie le rompt à coups de marteau de forgeron en disant : « Je vais te briser, puisque tu n'as pas voulu brûler. » Tout ce qui composait le trésor de Notre-Dame depuis le XIIe siècle fut pillé au profit de l'armée du prince de Condé.

## La défaite face à l'armée catholique
De Sarlat, Bessonie rejoint le sire de Duras et partit s'opposer à l'armée catholique de Monluc. Le 15 octobre 1562, après un affrontement sur les bords de la Dordogne à Vergt, ce fut la défaite et 4 000 protestants furent tués selon Delpon, 2 000 sur la page  consacrée à la bataille de Vergt. Bessonies se retira alors avec des soldats dans la région de Sousceyrac.
En 1566, il reconquit Saint-Céré et quelques lieux en Limousin et en Auvergne. Il fut complètement battu  entre Aurillac et Vic. Il partit alors soutenir les protestants de Montauban et mourut à leurs côtés. D'après d autres sources, il aurait été assassiné par son valet en 1571, et l'on aurait retrouvé son corps dans un étang du hameau de Lissarthe[réf. nécessaire].

## Controverse
D'après Delpon et ses sources, il aurait été accusé à tort d'actes de cruauté perpétrés par les troupes qu'il commandait. Delpon écrit : « Bessonias se distingua par plusieurs traits d'humanité, de clémence et de grandeur d'âme, qui honorent son courage. »